# Ella Sophia Armitage
Ella Sophia Armitage (ur. 3 marca 1841 w Liverpool, zm. 30 marca 1931 w Middlesbrough) – angielska historyk i archeolog. 

## Życiorys
Ella urodziła się jako Ella Sophia Bulley w Liverpoolu w rodzinie Samuela Marshalla Bulleya, handlarza bawełną, i Mary Rachel z domu Raffles. Była samoukiem, zdobywając podstawową wiedzę i osiągając płynność we francuskim, niemieckim, włoskim i łacinie. W październiku 1871 roku była jedną z pierwszych studentek, które dostały się do Newnham College na Uniwersytecie w Cambridge. 
30 lipca 1874 roku poślubiła pastora Elkanaha Armitage'a, z którym miała dwoje dzieci. Od 1877 do 1879 roku uczyła historii w Owens College w Manchesterze wraz z siostrą Amy. Tam też rozwijała swoje zainteresowanie średniowiecznymi zamkami, które zaowocowało później powstaniem książki The Early Norman Castles of the British Isles uważanej za przełomową pracę na ten temat. Ella - wraz z Johnem Round, George Neilson i Goddardem Orpen - udowodniła w szeregu publikacji, że brytyjskie zamki typu motte, które wcześniej były uważane za anglosaskie, nie zostały zbudowane do czasu podboju Anglii przez Normanów w 1066 roku. 
W 1887 roku została pierwszą kobietą w zarządzie szkoły w Rotherham, a w 1894 roku została mianowana asystentem komisarza Jamesa Bryce'a w Królewskiej Komisji Edukacji Średniej (ang. Royal Commission on Secondary Education) w celu zbadania edukacji dziewcząt w Devon.